# Bückeberg (Hagenohsen)

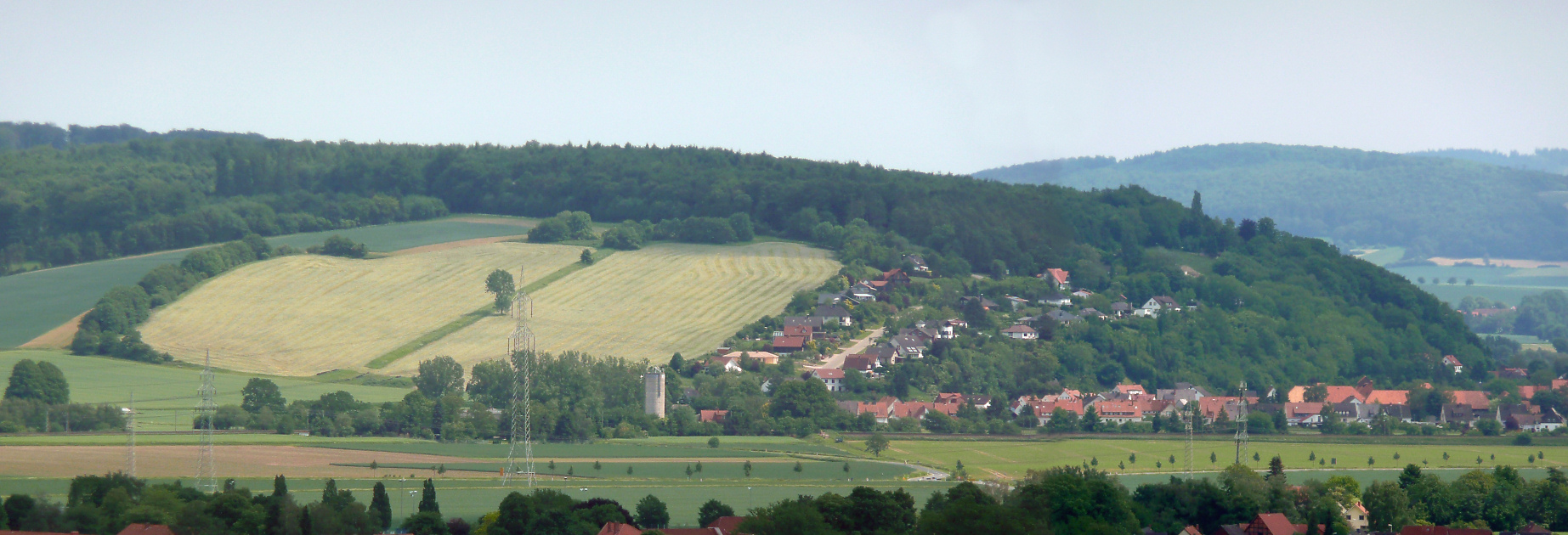
Der Bückeberg mit dem früheren Festplatz der Reichserntedankfeste (2010)

Der Bückeberg ist ein 160 m ü. NN hoher Höhenzug südlich von Hameln in Niedersachsen Er liegt am östlichen Ortsrand des Weserdorfes Hagenohsen der Gemeinde Emmerthal und am rechten, östlichen Ufer der Weser. Der Kamm und die übrigen Hänge des Bückebergs sind mit Mischwald bestanden. Von dem weiter südlich gelegenen Dorf Latferde führt eine Kreisstraße über den Bückeberg nach Hagenohsen.

## Geschichte
Am Fuße des Bückeberges fand sich ein größeres Gräberfeld aus dem Übergang der Bronzezeit in die vorrömische Eisenzeit um etwa 1000 v. Chr. Die Entdeckung wurde in den 1930er Jahren bei Bauarbeiten auf dem Reichserntedankfestgelände gemacht. 
In der Zeit des Nationalsozialismus fanden von 1933 bis 1937 am Nordwesthang des Bückebergs auf einer künstlich planierten großen Rasenfläche die jährlichen „Reichserntedankfeste“ statt. Sie gehörten mit bis zu einer Million Teilnehmern zu den größten Massenveranstaltungen der Nationalsozialisten. Dabei hielt Adolf Hitler Propagandareden. Das frühere Gelände der Reichserntedankfeste ist weitgehend erhalten geblieben. Die Reste der Besucher- und Rednertribünen wurden nach 1945 jedoch bepflanzt und so verdeckt. Über Jahrzehnte fehlte jeder Hinweis auf die nationalsozialistische Nutzung.
Im Jahr 2002 wies die Gemeinde Emmerthal das Gelände als Wohngebiet aus und plante, es bebauen zu lassen. Seit 2011 steht das Areal unter Denkmalschutz. Der Kreistag des Landkreises Hameln-Pyrmont beschloss 2017, eine Dokumentations- und Lernstätte auf dem ehemaligen Veranstaltungsplatz einzurichten. Die Stiftung niedersächsische Gedenkstätten und die Bundesregierung unterstützten das Projekt konzeptionell und finanziell. Eine Bürgerinitiative in Emmerthal und die Alternative für Deutschland in Niedersachsen lehnten es dagegen  ab. Die bereits 2016 eingesetzten Planungen führten 2022 zur Eröffnung des Dokumentations- und Lernorts Bückeberg auf dem Gelände mit einem „historisch-topografischen Informationssystem“.

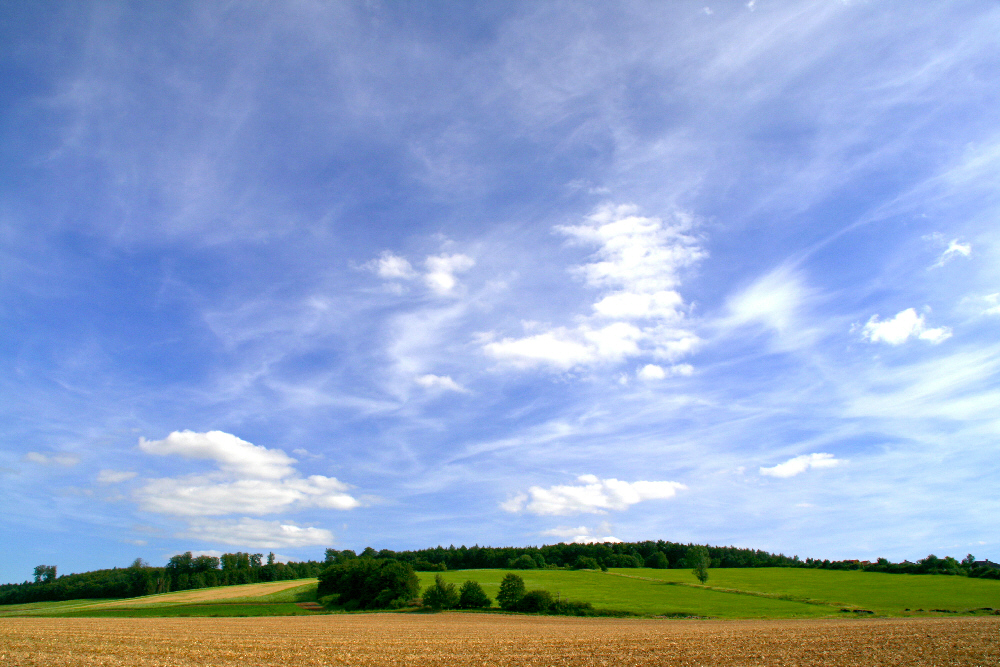
Bückeberg
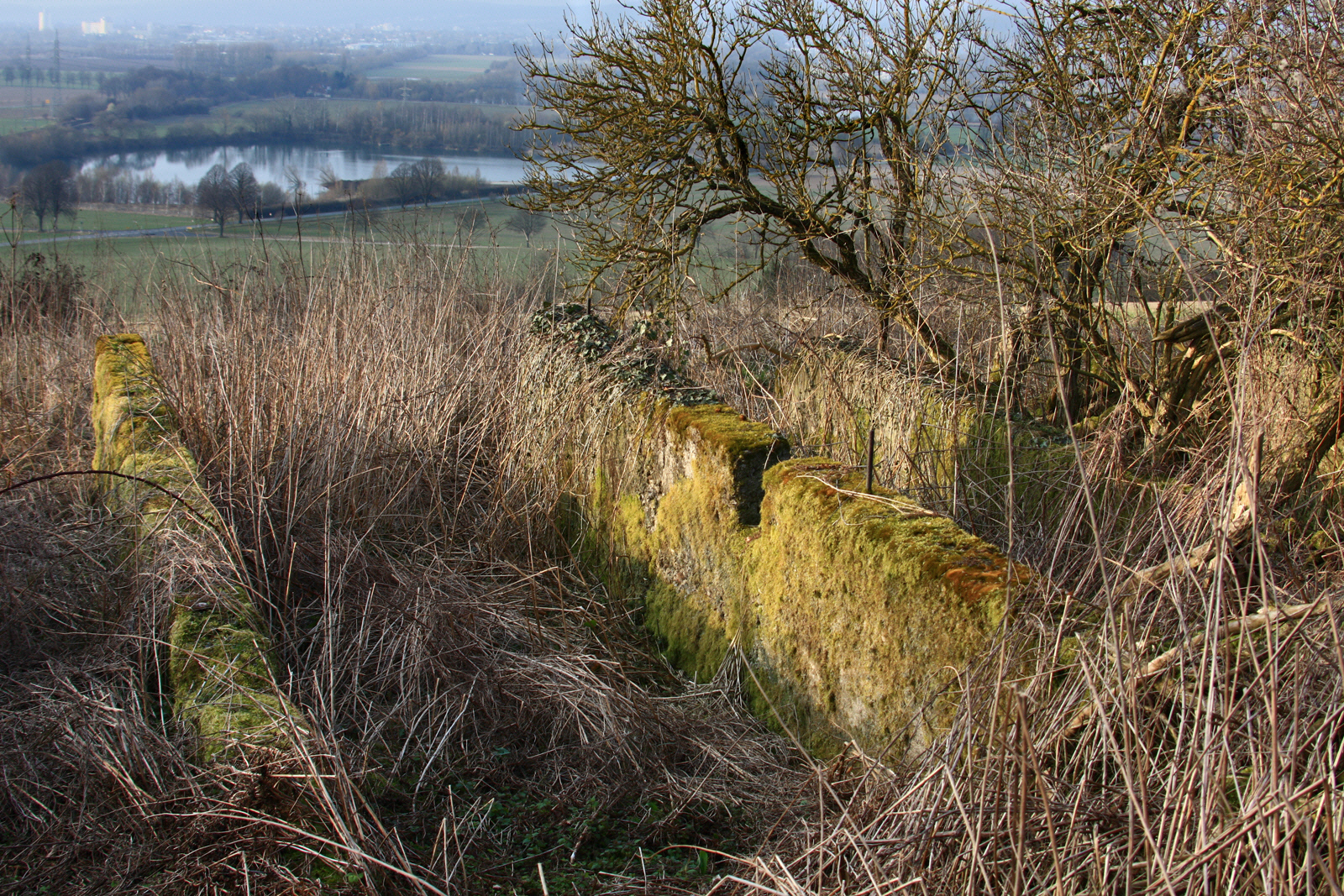
Fundamente der oben gelegenen ehemaligen Besuchertribüne
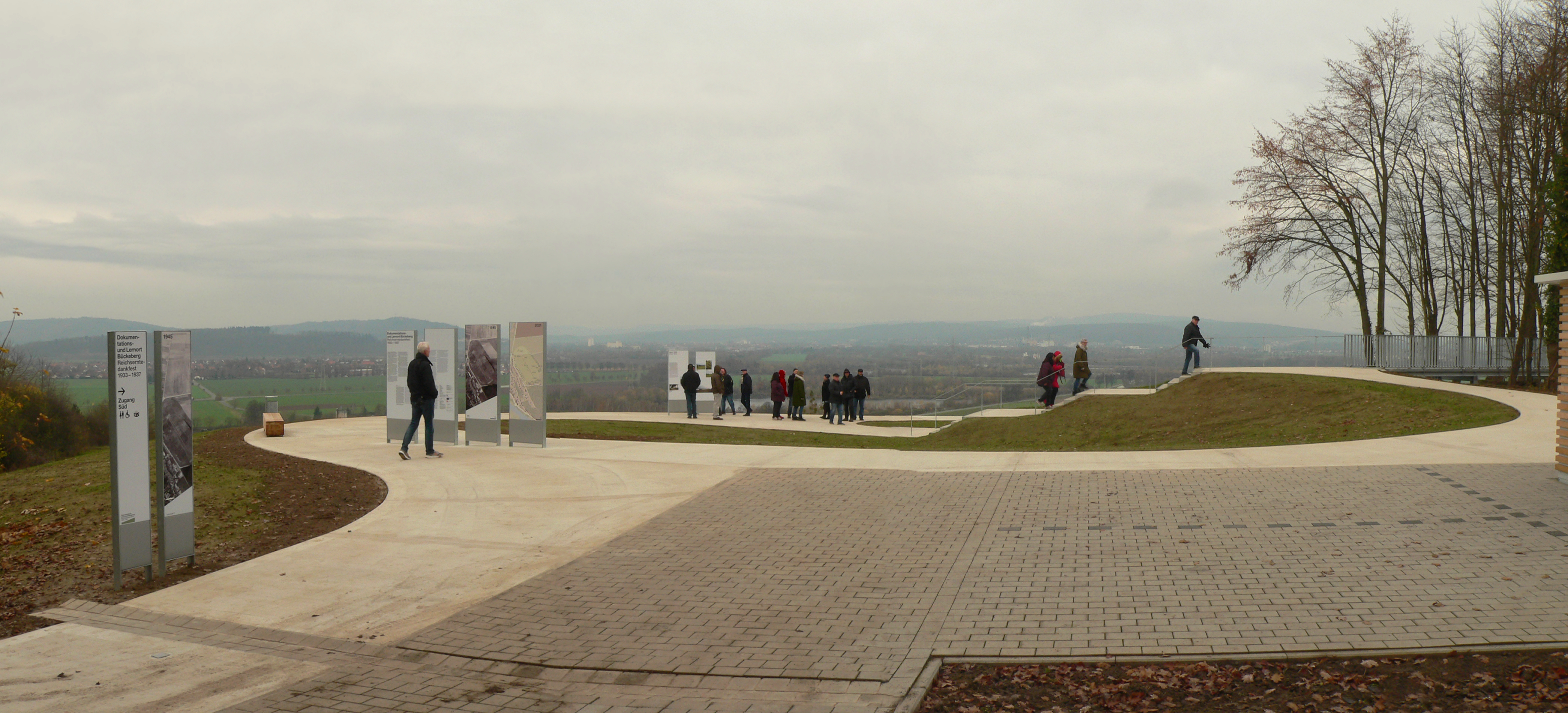
Dokumentations- und Lernort Bückeberg